# Społeczny Komitet Ratowania Zabytków Radomia

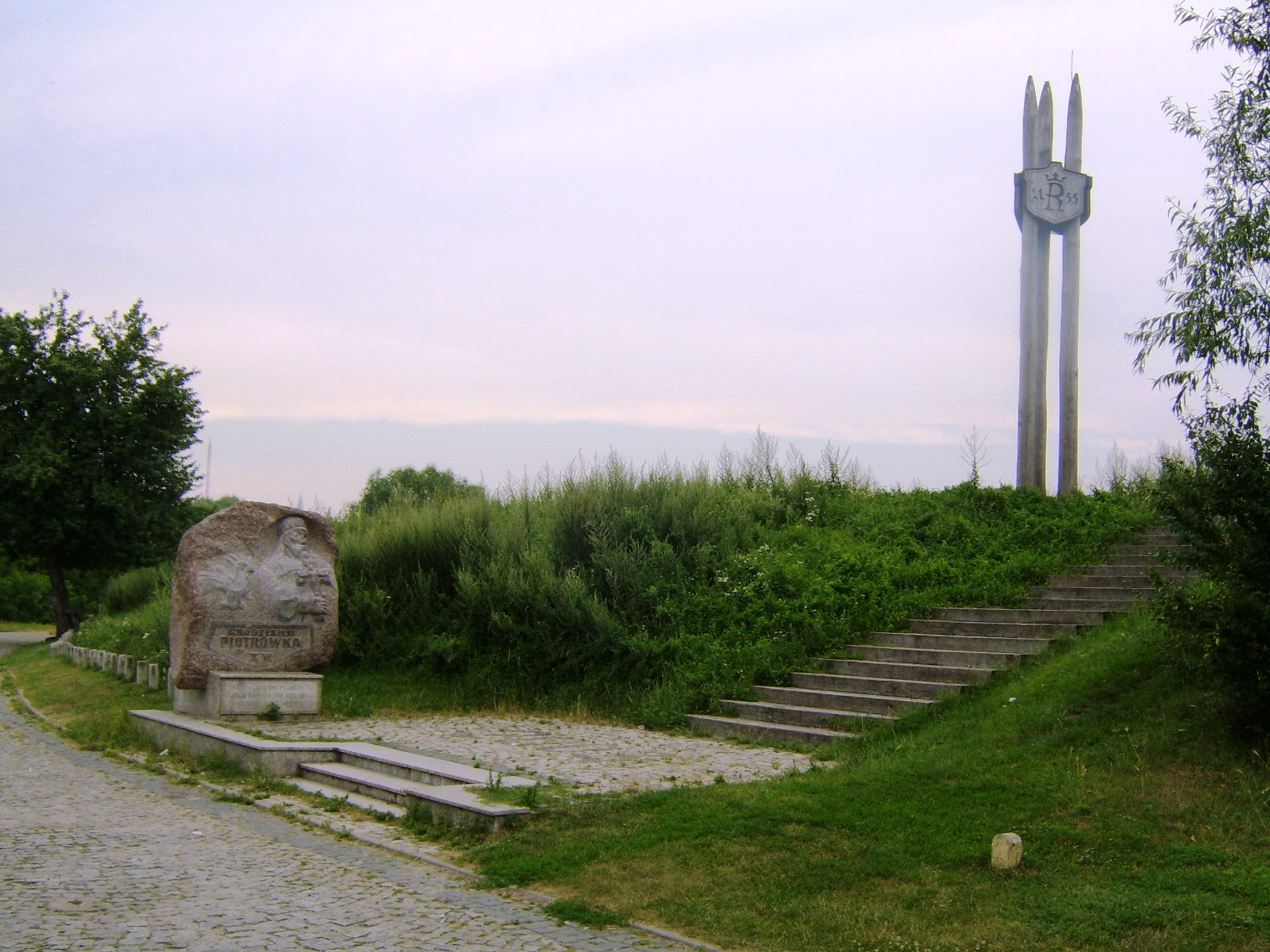
Grodzisko 'Piotrówka' odrestaurowane staraniem SKRZR

Społeczny Komitet Ratowania Zabytków Radomia – stowarzyszenie z siedzibą w Radomiu.
Komitet powstał w 1997 z inicjatywy Aleksandra Sawickiego, emerytowanego nauczyciela Zespołu Szkół Budowlanych im. Kazimierza Wielkiego w Radomiu. 
Stowarzyszenie jest m.in. inicjatorem badań archeologicznych na Zamku Królewskim w Radomiu, prac porządkowych na terenie grodziska Piotrówka, wykonania tablic pamiątkowych, upamiętniających 600 lecie "Unii wileńsko-radomskiej" oraz 500 lecia uchwalenia konstytucji "Nihil novi". dzięki staraniom Komitetu w 2006 r. odsłonięto Pomnik Jana Kochanowskiego, a w 2009 r. odrestaurowano kapliczkę Św. Rocha w Radomiu. 
SKRZR zorganizował i prowadzi Galerie Dziedzictwa Kulturowego Radomia (z makietą dużego centrum Radomia w skali 1:500) oraz Galerię Miasta kazimierzowskiego (z kinem historycznym "Radomir")
Od 1999 r. Komitet wydaje kwartalnik "Wczoraj i Dziś Radomia". (Od 2009 r. "Wczoraj i dziś Radomia i Regionu").
SKRZR wydał także wiele innych publikacji regionalnych (Kalendarze, zestawy pocztówek, przewodniki, albumy, książki opisujące historie Radomia).